# Sant Vicenç de Saneja
Sant Vicenç de Saneja és una església romànica del nucli de població de Saneja a Guils de Cerdanya (Cerdanya), protegida com a bé cultural d'interès local.

## Descripció
De l'exterior només en destaca el campanar. Disposa d'un campanar quadrat del segle xii —època de la construcció— i de forma piramidal, murs de molta grossària i edificat al costat de l'absis. La part superior va ser refet el 1939, com que va patir una explosió durant la Guerra Civil. La resta de l'església està molt desfigurada pels afegits i reformes que ha sofert. Entre d'altres, el 1879 es va obrir la porta de ponent, que conserva els batents amb les ferramentes antigues, i es va anul·lar la porta romànica a migdia, tradicional en esglésies d'aquesta època.

## Història
La parròquia es esmentat des de l'any 908, però el primer esment escrit de l'església data del 1088. Només pot significar-se que figura entre les possessions de l'abadia del Canigó al segle xi. Uns retaules de l'església ara es conserven al Museu Episcopal de Vic: un de Sant Jaume de Naüja i un de Sant Vicenç.